# Geni kameni
Geni kameni je tretji album hrvaškega pevca Marka Perkovića Thompsona.
Izide leta 1996.

## Seznam skladb
1. Ka bez duše (3:53)
2. Geni kameni (3:46)
3. Bez ljubavi (3:34)
4. Tamburaška (3:46)
5. Zašto baš nju (5:03)
6. Ovo mi diže tlak (3:36)
7. Božićna (4:25)
8. Draga (4:05)
9. Kako mi je teško noćas (4:19)
10. Ima nešto vrijednije od zlata (3:18)

Skupaj: 39:45
Uspešnici Geni kameni in Ovo mi diže tlak.